# Порнография в Австрии
В Австрии в 1990 году был принят «Федеральный закон о борьбе с непристойными публикациями и о защите молодёжи, находящейся под угрозой морального вреда» для регулирования порнографии в Австрии. В 1994 году в закон был добавлен запрет на детскую порнографию. Согласно этим правилам, минимальный возраст для покупки эротической порнографии в Австрии составляет 16 лет, а минимальный возраст для покупки жёсткой порнографии — 18 лет. Публикация порнографии или материалов, изображающих зоофилию, является незаконной.
Детская порнография наказывается лишением свободы на срок до 10 лет.
В 2013 году, по данным Stopline — интернет-органа, созданного австрийскими интернет-провайдерами (ISPA) для сокращения незаконной онлайн-деятельности, поступало всё больше сообщений о том, что люди получают доступ к детской порнографии через интернет.
По данным Австрийского агентства печати, было получено более 6000 сообщений о незаконных случаях, что более чем вдвое больше, чем в отчёте 2012 года. На пресс-конференции в Вене режиссёр Барбара Шлоссбауэр заявила, что 98% случаев были связаны с детской порнографией, но только треть действительно произошла в Австрии. В течение трёх дней 80% контента было удалено из интернета интернет-провайдерами Австрии (ISPA).